# Harald Matthes

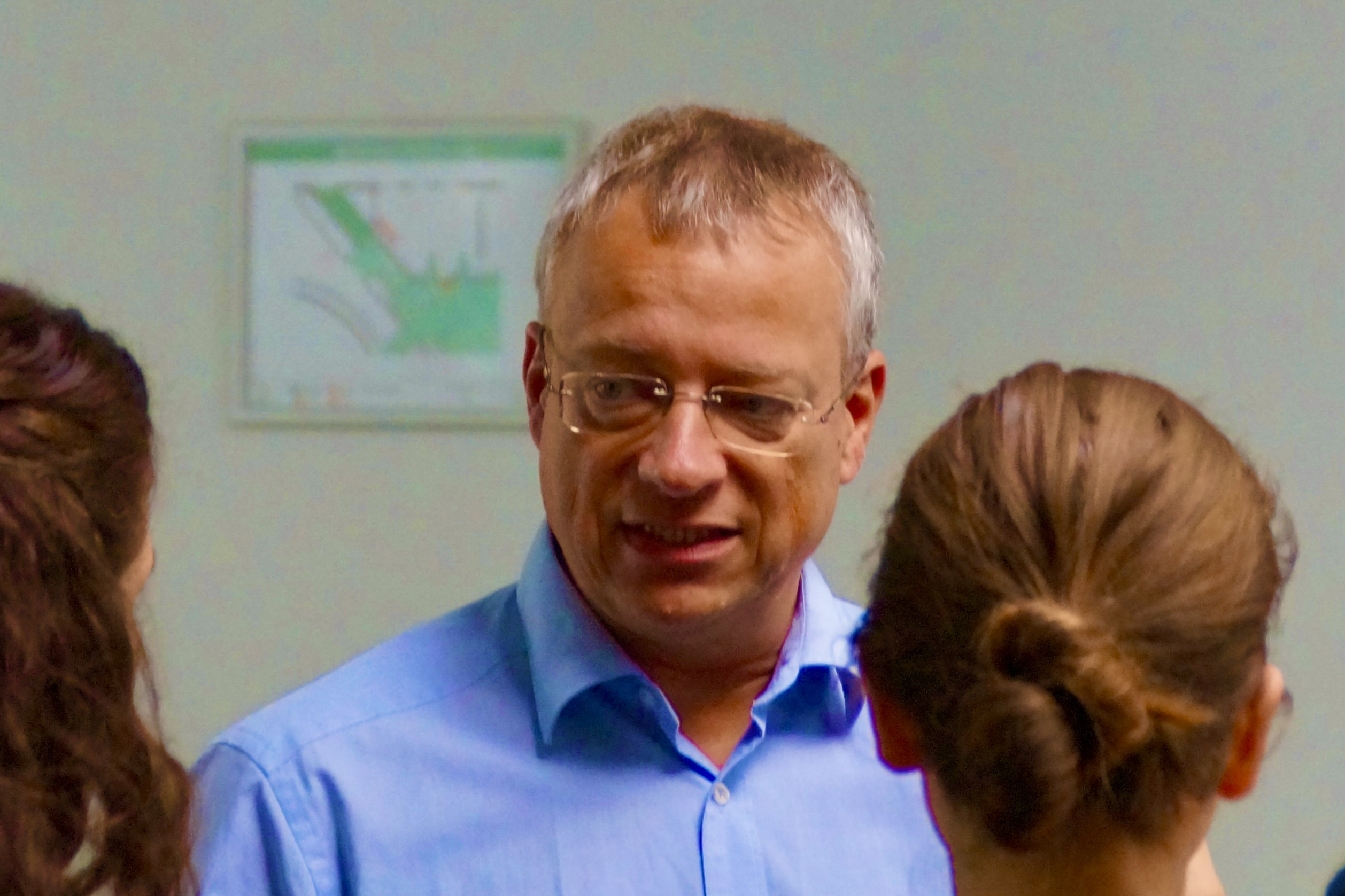
Harald Matthes, 2018

Harald Matthes (* 16. Februar 1961 in Berlin) ist ein deutscher Mediziner sowie Geschäftsführer des anthroposophisch orientierten Gemeinschaftskrankenhauses Havelhöhe. Zudem ist er auch Präsident der Deutschen Akademie für Homöopathie und Naturheilkunde. Wegen unwissenschaftlicher Äußerungen zur COVID-19-Pandemie und den Impfstoffen gegen COVID-19 wurde er kritisiert.

## Werdegang
Matthes studierte nach dem Besuch der Rudolf-Steiner-Schule Berlin von 1981 bis 1986 an der Freie Universität Berlin Medizin. Im Jahr 1987 wurde Matthes mit einer Arbeit zum Thema Charakterisierung des elektrogenen {\displaystyle {\ce {Na+/HCO3-}}}-Cotransporters an kultivierten Endothelzellen der Cornea zum Dr. med. promoviert.
Seit Januar 1995 ist er Leiter des privaten anthroposophischen Gemeinschaftskrankenhauses Havelhöhe.
Matthes habilitierte sich 2010 an der Charité Berlin mit Beurteilung von Arzneimittelindikationen, -sicherheit, -wirksamkeit und -nutzen in der konventionellen und komplementären Medizin unter spezieller Berücksichtigung der Anthroposophischen Medizin mittels eines elektronischen Ärztenetzwerks (EvaMed). für das Fach Innere Medizin. Das der Habilitation zugrunde liegende Projekt EvaMed wurde von verschiedenen anthroposophienahen und alternativmedizinischen Stiftungen finanziert. Mit über 65 % des Gesamtvolumens war die anthroposophienahe Software AG – Stiftung die größte Förderin.
Seit April 2013 ist Matthes Mitglied des Verwaltungsrates des Produzenten anthroposophischer Pharmazeutika Weleda.
2017 wurde er zur neu geschaffenen W2-Stiftungsprofessur für integrative und anthroposophische Medizin an der Charité berufen. Einer Recherche von MedWatch zufolge wird die Stiftungsprofessur von der Software AG – Stiftung finanziert. Die Habilitation Matthes’ sowie die finanzielle Förderung der Habilitation und der Stiftungsprofessur stehen im Einklang mit einem als „Masterplan zur Akademisierung der Anthroposophischen Medizin“ bezeichneten Dokument, an dessen Entstehung und Überarbeitung Matthes sowie die Software AG - Stiftung mitgewirkt haben sollen. Ziele dieses Plans seien u. a. die Einrichtung fünf universitärer Lehrstühle, Förderung von zehn Habilitationen sowie Etablierung eines Masterstudiums für anthroposophische Medizin. Dies soll die „Akademisierung der Anthroposophischen Medizin“ voranbringen, die Stiftung hatte bereits 2010 250.000 Euro pro Jahr für die Stiftungsprofessur an der Charité in Aussicht gestellt. Im Februar 2022 wurde nach Prüfung durch eine Evaluierungskommission der Charité die Verlängerung der Stiftungsprofessur um weitere fünf Jahre bewilligt, die Stiftung überweist 293.000 Euro pro Jahr.
Matthes ließ sich am ersten Tag nach Berufung an die Charité für fünf Jahre beurlauben, um weiterhin Leiter in Havelhöhe bleiben zu können („Jülicher Modell“). Dadurch wurde ein großer Teil des Stiftungsgeldes ans Privatkrankenhaus überwiesen. Obwohl vertraglich neun Semesterwochenstunden für Lehrveranstaltungen vereinbart waren – beim Jülicher Modell sind in der Regel zwei üblich – gab Matthes keine einzige.
Im Januar 2023 publizierte Jochen Breyer auf ZDFzoom unter dem Titel Anthroposophie - gut oder gefährlich? eine halbstündige Reportage über Anthroposophie, in der verschiedene Firmen, Institutionen und Organisationen einer kritischen Würdigung unterzogen wurden. Hierbei wollte der interviewte Matthes nicht ausschließen, dass „Verfehlungen aus einem früheren Leben Einfluss auf Krankheiten heute haben können“.

## Forschungsschwerpunkte
Matthes forscht unter anderem zur Anwendung der Misteltherapie sowie zur, insbesondere alternativmedizinischen, Behandlung von diversen Tumoren und Chronisch-entzündlichen Darmerkrankungen.

## Äußerungen im Zusammenhang mit der COVID-19-Pandemie
Als Geschäftsführer des Gemeinschaftskrankenhauses Havelhöhe, welches auch Patienten mit COVID-19 behandelte, führte Matthes in einem Interview die Tatsache, dass es in seiner Klinik bislang keine an Corona verstorbenen Patienten gab, auf dort angewandte alternativmedizinische Behandlungsmethoden zurück. Hierzu zählten laut Matthes unter anderem Meteoreisen, Phosphor und Zaunrübe.
Für diese Äußerungen wurde Matthes vielfach kritisiert.
Eine umfangreiche Recherche der taz ergab 2022, dass Corona-Schutzvorschriften wie die Maskenpflicht im Krankenhaus Havelhöhe nicht ausreichend eingehalten wurden. In der Behandlung von COVID-19 würden auch Senf- und Ingwerwickel angewendet. Matthes habe sich für eine Durchseuchung bei Kindern, Jugendlichen und jungen Erwachsenen ausgesprochen und dem Personal empfohlen, sich nur mit einer halben Dosis impfen zu lassen, was nicht den Empfehlungen der Ständigen Impfkommission entspricht.

## Umstrittene Studie zu Nebenwirkungen der Impfung gegen SARS-CoV-2
Im Rahmen einer Beobachtungsstudie zum Sicherheitsprofil von Covid-19-Impfstoffen äußerte sich Matthes dahingehend, dass die Zahl schwerer Komplikationen 40 Mal höher sei, als durch das Paul-Ehrlich-Institut angegeben.
An dieser Äußerung wurde eine irreführende Wortwahl bei der Kommunikation der Ergebnisse, ein mangelhaftes Studiendesign sowie die noch fehlende schriftliche Publikation als Beleg kritisiert.
Die Charité distanzierte sich öffentlich von seinen Äußerungen und nannte die Ergebnisse eine „noch nicht einmal abgeschlossene Internetumfrage“. Die Charité kritisierte öffentlich methodische Schwächen seiner Arbeit. Matthes hatte in einer nicht wissenschaftlich validen „ImpfSurv-Studie“ angebliche Impfnebenwirkungen erfasst und daraus die These abgeleitet, das Paul-Ehrlich-Institut erfasse Nebenwirkungen nicht ausreichend. An der Befragung konnten Personen unerfasst und mehrfach teilnehmen. Der Charité-Vorstand empfahl wegen dieser Mängel die „Studie“ nicht fortzusetzen und distanzierte sich von Matthes’ Behauptungen.

## Mitgliedschaften (Auswahl)
- Deutsche Gesellschaft für Innere Medizin
- Bund Deutscher Internisten
- Deutsche Gesellschaft für Verdauungs- und Stoffwechselerkrankungen
- Gesellschaft anthroposophischer Ärztinnen und Ärzte in Deutschland
- Kommission Medizin der Deutschen Krankenhausgesellschaft
- Pharmakovigilanzkomission am Bundesinstitut für Arzneimittel und Medizinprodukte[3]

## Publikationen (Auswahl)
- Beurteilung von Arzneimittelindikationen, -sicherheit, -wirksamkeit und -nutzen in der konventionellen und komplementären Medizin unter spezieller Berücksichtigung der Anthroposophischen Medizin mittels eines elektronischen Ärztenetzwerkes (EvaMed). Medizinische Habilitationsschrift Berlin 2010 (Online).
- mit G. Moser und G. Jantschek: Colitis ulcerosa. Komplementäre Therapien. In: Z Gastroenterol. Band 42, 2004, S. 1031–1032.
- mit B. K. Piao, Y. X. Wang, G. R. Xie, U. Mansmann, J. Beuth und H. S. Lin: Impact of complementary mistletoe extract treatment on quality of life in breast, ovarian and non-small cell lung cancer patients. A prospective randomized controlled clinical trial. In: Anticancer Res. Band 24, 2004, S. 303–309.
- mit G. S. Kienle, M. Karutz, P. Matthiessen, P. Petersen und H. Kiene: Evidenzbasierte Medizin: Konkurs der ärztlichen Urteilskraft? In: Dt Ärzteblatt. Band 100, 2003, S. A-2142-2146.
- Unkonventionelle Therapien: Eine methodische Übersicht. In: Bauchredner. 9, 2000.
- Anthroposophische Gesichtspunkte zur Helicobacter pylori Infektion: Der Magen als ein dreigegliedertes Organ. In: Weleda Korrespondenzblätter. 2001.
- Alternative Therapien bei CED. In: J. C. Hoffmann, B. Klump, A. Kroesen (Hrsg.): Das CED - Manual. Thieme, Stuttgart 2003, S. 199–203.
- mit H. Herbst, D. Schuppan, A. Stallmach, S. Milani, H. Stein und E. Riecken: Procollagen I and IV in situ Hybridisation: Evidence for different regulation of collagen metabolism in Crohn's disease and ulcerative colitis. In: Gastroenterology. 98 Suppl. A, 1990, S. 462.
- Onkologische Misteltherapie (Viscum album l.) aus klinisch-anthroposophischer Sicht. In: R. Scheer, R. Bauer, H. Becker, P. A. Berg, V. Fintelmann (Hrsg.): Die Mistel in der Tumortherapie; Grundlagenforschung und Klinik. Band 1. KVC Verlag, Essen 2001, S. 253–274.